# 日本中古自動車販売協会連合会
一般社団法人日本中古自動車販売協会連合会（にほんちゅうこじどうしゃはんばいきょうかいれんごうかい、英称：JAPAN USED CAR DEALERS ASSOCIATION、略称：JU）は中古自動車の再利用を目的に1971年（昭和46年）に任意団体として発足。1975年（昭和50年）に社団法人となった。適正価格、流通整備を目的に、オートオークションも行われている。元経済産業省及び国土交通省所管。

## 所在地
- 〒151-0053 東京都渋谷区代々木3丁目25番3号 あいおいニッセイ同和損保新宿ビル10階

## 事業所数
- 9,948社（2010年6月末現在）

## 年間取引車輌数
- 2,000,000台

## 交通遺児育英基金
- 1992年（平成4年）1月に20周年記念事業として1億円の同基金を設立、運用益を交通遺児に寄付。